# Keystone Cops

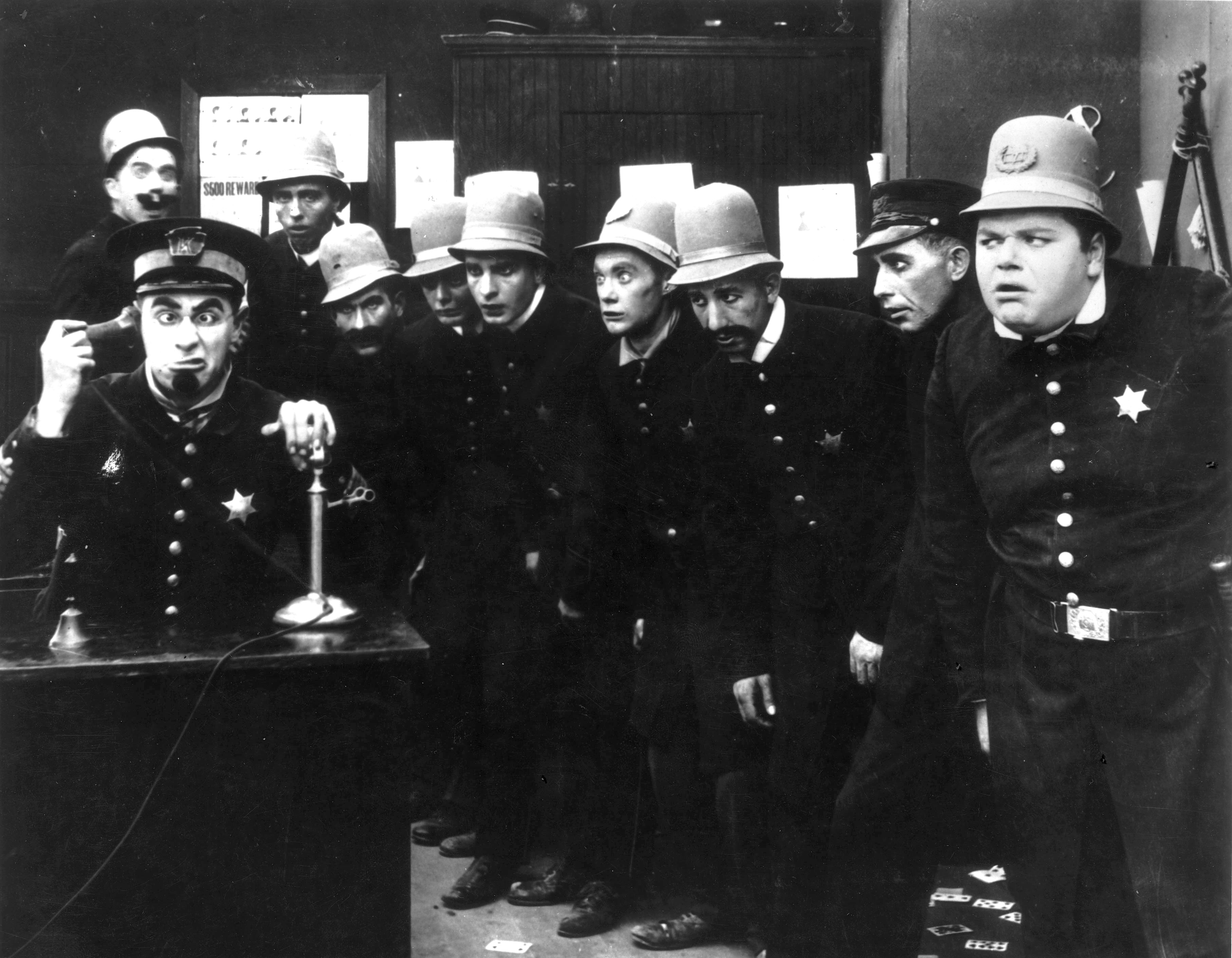
Keystoneští strážníci (1914)

Keystone Cops (česky Keystoneští strážníci) je řada němých grotesek od Keystone Film Company, produkovaná Mackem Sennettem a natočená mezi lety 1912 a 1917, v nichž účinkuje naprosto neschopná policejní jednotka. Autorem byl Hank Mann, v prvním filmu si dokonce zahrál velitele Tehiezela, než se v jeho roli usadil Ford Sterling. První film se jmenoval Hoffmeyer's legacy, ale populárními se Keystone Cops stali v roce 1913 groteskou The Bangville police.
Od roku 1914 se keystoneští strážníci objevují jen v epizodních rolích nebo jako přihrávači novým komikům studia Keystone, jako byli například Charlie Chaplin (Chaplin honí dolary, Chaplin si vydělává na živobytí), Marie Dresslerová, Fatty Arbuckle nebo Mabel Normandová.
Producent Mack Sennet využíval oblíbené keystoneské strážníky ve svých filmech ještě celá dvacátá léta, avšak konec němého filmu znamenal i konec keystoneských strážníků. V roce 1935 vytvořil režisér Ralph Staub Keystone cops revival v krátkém filmu Keystone hotel se vším, co k nim patřilo – při překvapení vyskakovat vysoko do vzduchu, pobíhat zběsile sem a tam, v naštvání si skákat po klobouku, při každém pádu udělat kotrmelec či salto. Toto zpracování se natolik povedlo, že ani nelze spočítat, v kolika filmech se objevilo. Když chtěl někdo ve filmu odkázat na éru němých filmů, málokdy si vybral jiné záběry. Všechny pozdější odkazy na keystoneské strážníky vycházejí právě ze Staubovy verze. Například film Hollywood cavalcade s Busterem Keatonem obsahuje automobilovou honičku s keystoneskými strážníky, podobně jako v Abbott and Costello Meet the Keystone Kops nebo v Mel Brooksově Němém filmu.